# Acanthephippium
Acanthephippium é um género botânico pertencente à família das orquídeas (Orchidaceae).
A autoridade científica do género é Blume ex Endl., tendo sido publicado em Genera Plantarum 200. 1837.
É um género com doze espécies monopodiais e epífitas da subtribo Sarcanthinae. Estas orquídeas são terrestres e por vezes saprofíticas com hábito de desenvolvimento simpodial.

## Etimologia
"Acanthephippium" deriva das palavras gregas: "acanthos" = "espinhoso" e "ephippion" = "sillín" "assento" - referindo-se à estrutura do labelo que assemelha a un selim.

## Habitat
Estas espécies simpodiais distribuem-se em zonas tropicais e subtropicais, desde a Índia, até à China e por Sul até à Malásia, Indonésia e Nova Guiné.

## Descrição
Estas orquídeas terrestres alcançam uma altura de 80 cm. Têm rizomas curtos. Os oblongos e erectos pseudobulbos alcançam 25 cm de altura. Produzem 3 a 4 grandes folhas lanceoladas com nervuras paralelas, que alcançam um comprimento de 65 cm.
A inflorescência, erecta, sai lateralmente dos pseudobulbos, com 3 a 6 flores e rodeada de grandes brácteas glabras. As flores são grandes, com cerca de 4 cm, estriadas e em forma de urna ou taça, carnosas. Seu aspecto recorda uma tulipa, forma totalmente inusual numa orquídea.
As flores têm uma ampla gama de cores, desde um amarelo pálido a vermelho com sombras laranjas ou rosas e marcas em forma de raios ou pontos.
A floração liberta odores com uma forte fragrância.
A coluna é curta e carnosa, tendo dois polínios.
Este género é próximo dos géneros Calanthe, Phaius e Spathoglottis.

### Espécies
O gênero Acanthephippium possui 13 espécies reconhecidas atualmente.
- Acanthephippium bicolor Lindl.
- Acanthephippium chrysoglossum Schltr.
- Acanthephippium curtisii Rchb.f.
- Acanthephippium eburneum Kraenzl.
- Acanthephippium gougahensis (Guillaumin) Seidenf.
- Acanthephippium javanicum Blume
- Acanthephippium lilacinum J.J.Wood & C.L.Chan
- Acanthephippium mantinianum L.Linden & Cogn.
- Acanthephippium parviflorum Hassk.
- Acanthephippium pictum Fukuy.
- Acanthephippium splendidum J.J.Sm.
- Acanthephippium striatum Lindl.
- Acanthephippium sylhetense Lindl.